# Wer mich liebet, der wird mein Wort halten, BWV 74
Wer mich liebet, der wird mein Wort halten (BWV 74) ist eine Kirchenkantate von Johann Sebastian Bach. Er komponierte sie in Leipzig für den Pfingstsonntag 1725.

## Geschichte
Bach komponierte diese Kantate in seinem zweiten Jahr in Leipzig für den Pfingstsonntag. Die vorgeschriebenen Lesungen für den Festtag stammten aus der Apostelgeschichte des Lukas (Apostelgeschichte 2,1–13 ) und dem Evangelium nach Johannes (Johannes 14,23–31 ).
Die Librettistin für dieses Werk war Christiana Mariana von Ziegler, die nach Ostern 1724 an neun Kantaten mit Bach zusammenarbeitete, beginnend mit Ihr werdet weinen und heulen, BWV 103. Mehrere dieser Texte begann sie mit einem Jesuswort aus den Evangelien. Für diese Kantate wählte sie drei Bibelworte, für Satz 1 Johannes 14, 23, für Satz 4 Johannes 14, 28, und für Satz 6 Römer 8,1 . Sie schloss den Text mit der zweiten Strophe von Paul Gerhardts Kirchenlied Gott Vater, sende deinen Geist. Ein Großteil ihrer eigenen Dichtung basiert auf der Perikope aus dem Johannesevangelium.
Bach führte die Kantate zum ersten Mal am 20. Mai 1725 auf.

## Besetzung und Aufbau
Das Stück ist für vier Solostimmen (Sopran, Alt, Tenor und Bass), vierstimmigen Chor, drei Trompeten, Pauken, zwei Oboen, eine Oboe da caccia, zwei Violinen, Bratsche und Generalbass geschrieben.
Die Kantate hat acht Sätze:
1. Chor: Wer mich liebet, der wird mein Wort halten
2. Arie (Sopran): Komm, komm, mein Herze steht dir offen
3. Rezitativ (Alt): Die Wohnung ist bereit
4. Arie (Bass): Ich gehe hin und komme wieder zu euch
5. Arie (Tenor): Kommt, eilet, stimmet Sait und Lieder
6. Rezitativ (Bass): Es ist nichts Verdammliches an denen
7. Arie (Alt): Nichts kann mich erretten
8. Choral: Kein Menschenkind hier auf der Erd.

## Musik
Der Eröffnungschor ist kürzer als in anderen Kantaten. Er ist eine Bearbeitung des Eröffnungssatzes aus Wer mich liebet, der wird mein Wort halten, BWV 59, der zwei Jahre zuvor komponiert und im Vorjahr erneut aufgeführt wurde. Bach behielt die Struktur der Vorlage bei. Er fügte eine dritte Trompete sowie einen dreistimmigen Oboenchor hinzu, der jetzt mit den Streichern alterniert. Das ursprüngliche Vokalduett arbeitete er für vierstimmigen Chor um, wobei allerdings längere zweistimmige Passagen erhalten blieben. Der Dirigent Craig Smith meinte, dass dies eines von Bachs wirkungsvollsten Arrangements sei, weil es das „fleckige“ und „hohle“ Duett in „etwas Abwechslungsreiches und exquisit Feines“ verwandle. Der Satz ist in C-Dur geschrieben.
Die Sopranarie Nr. 2 ist eine Bearbeitung der Bassarie Nr. 4 aus BWV 59. Bach transponierte den Satz von C-Dur nach F-Dur und ersetzte die Solovioline durch eine Oboe da caccia. Im Übrigen ließ er, trotz des abweichenden Versmaßes der beiden Texte, die musikalische Struktur unverändert. Das neue Arrangement verleiht dem Satz eine „kindliche Offenheit“.
Der dritte Satz ist ein kurzes Altrezitativ mit nur sieben Takten. Auffallend ist der verminderte Akkord am Ende der Gesangspartie vor der Schlusskadenz.
Die Bass-Arie verwendet auf- und absteigende schreitende Achtel im Continuo als Andeutung des Gehens und Wiederkommens Jesu. Der Satz endet mit einem langen Vokalmelisma. Er steht in e-Moll.
Es folgt eine technisch anspruchsvolle Tenorarie, die von wirbelnden Violinmotiven dominiert wird. Die Form ist eine Kombination von Dreiteiligkeit und Ritornellsatz, wobei der Schwerpunkt auf den Wörtern „komm“ und „eilet“ liegt, und schließt mit einer Modulation in eine Moll-Tonart und dunklere Harmonien.
Das Bassrezitativ ist, wie das des Alt, im Vergleich zu den Arien kurz und einfach. Es verwendet eine ungewöhnliche Begleitung von drei Oboen. Das Rezitativ moduliert von E-Moll nach C-Dur.
Der siebte Satz, eine Altarie, ist ungewöhnlich dicht komponiert und reich besetzt. Er beginnt mit einem fanfarenartigen Ritornell, gefolgt von langen melismatischen Passagen mit Tonwiederholungen in den Instrumentalstimmen, die die „höllischen Ketten“ malen. Im kurzen Mittelteil, mit einer weniger dichten Begleitung und in Moll, fallen die übermütigen Triolen zu den Worten „ich lache“ auf.
Der Schlusschoral ist ein vierstimmiger Satz der Melodie von Kommt her zu mir, spricht Gottes Sohn. Er steht in Moll und gibt dem „Büßen und Versühnen“ eher düsteren Klang.

## Aufnahmen (Auswahl)
- Amsterdam Baroque Orchestra & Choir, Bogna Bartosz, Christoph Prégardien, Klaus Mertens, Ton Koopman. J. S. Bach: Complete Cantatas Vol. 14, Antoine Marchand 2001.
- Gächinger Kantorei Stuttgart / Bach-Collegium Stuttgart, Helmuth Rilling Die Bach Kantate. Hänssler Verlag, 1972.
- Monteverdi Choir / English Baroque Soloists, John Eliot Gardiner. J. S. Bach: Whitsun Cantatas. Archiv Produktion, 1999.
- Nederlands Vocaal Ensemble / Deutsche Bachsolisten. Bach: 13 Sacred Cantatas & 13 Sinfonias. Philips, 1972.